# 乔安娜·哈里斯
乔安娜·哈里斯，OBE（Joanne Michèle Sylvie Harris，1964年7月3日—）是於约克群出生的英国当代作家。

## 专辑
乔安娜·哈里斯的妈妈是法国人爸爸是英国人，而她本人则生于祖父母的糖果商店中。她的生活中因此充满着食物和民乐民谣。她的曾祖母有着一种怪癖，总是能够让爱上党的小乔安娜·哈里斯认为她是一个女巫。  所有这些环境都对成年的乔安娜·哈里斯的小说有一定影响。.
乔安娜·哈里斯在巴恩斯利的Wakefield女子中学, 就读，后来进入剑桥大学圣凯瑟琳学院就读现代和中世纪语言。.
她的第一部小说邪恶种子出版于1989,但是这本书以及出版于1993年的第二本小说都没有获得太大成功。在1999年，她怪诞尽管有些黑暗的神话故事小说, 浓情巧克力正式出版，这本书基于食物并设计在一个偏僻的法国·Gers地区，不过却在星期日泰晤士报的畅销书单中拍到了第一名。这本书被提名候选1999年的 惠特貝瑞圖書獎 ，而电影拍摄权则出售给了Miramax Pictures。这部电影大获成功，主演是朱丽叶·比诺什 and 约翰尼·德普,这也让哈里斯在世界上出了名。
她2007年出版的小说Runemarks是第一本针对年轻人的小说。

## 书单
- The Evil Seed (1989)
- Sleep, Pale Sister (1993)
- 浓情巧克力  (1999)
- Blackberry Wine   (2000)
- 柳橙的四分之五 (2001)
- Tea With the Birds (2001)
- The French Kitchen, A Cook Book (2002)
- Coastliners  (2002)
- Holy Fools  (2003)
- Jigs & Reels (2004)
- Gentlemen & Players (2005)
- The French Market (2005)
- The Lollipop Shoes (2007) (US title: The Girl with No Shadow, 8 April 2008)
- Runemarks (2007 in the UK, 2008 in the US)
- Blueeyedboy (1 April 2010 in the UK)

## 链接
- 乔安娜·哈里斯网站 （页面存档备份，存于）
- 乔安娜·哈里斯的官方MySpace主页 （页面存档备份，存于）
- "和乔安娜·哈里斯聊一聊巧克力和北欧神话" (from www.theyorker.co.uk)
- 乔安娜·哈里斯采访- Mookychick Magazine